# Hanahan
Hanahan é uma cidade localizada no estado norte-americano de Carolina do Sul, no Condado de Berkeley.

## Demografia
Segundo o censo norte-americano de 2000, a sua população era de 12.937 habitantes.
Em 2006, foi estimada uma população de 13.846, um aumento de 909 (7.0%).

## Geografia
De acordo com o United States Census Bureau tem uma área de
27,7 km², dos quais 26,1 km² cobertos por terra e 1,6 km² cobertos por água.

## Localidades na vizinhança
O diagrama seguinte representa as localidades num raio de 20 km ao redor de Hanahan.